# 伏尔加顿斯克
伏尔加顿斯克（羅馬化：Volgodonsk）是位于俄罗斯罗斯托夫州齐姆良斯克水库西岸的一座城市，人口约16万（2002年）。

## 历史

### 1999年公寓楼爆炸事件
1999年9月16日早上5:57分，伏尔加顿斯克的一座公寓楼发生爆炸，导致17人丧生，69人受伤。爆炸发生三天前，俄国国家杜马议长根纳季·谢列兹尼奥夫宣布：“我刚刚收到一份报告。根据来自顿河畔罗斯托夫的信息，伏尔加顿斯克市的一栋公寓楼昨晚被炸毁了”。在爆炸案真的发生后，这引发了众多关于FSB制造假旗行动的质疑。

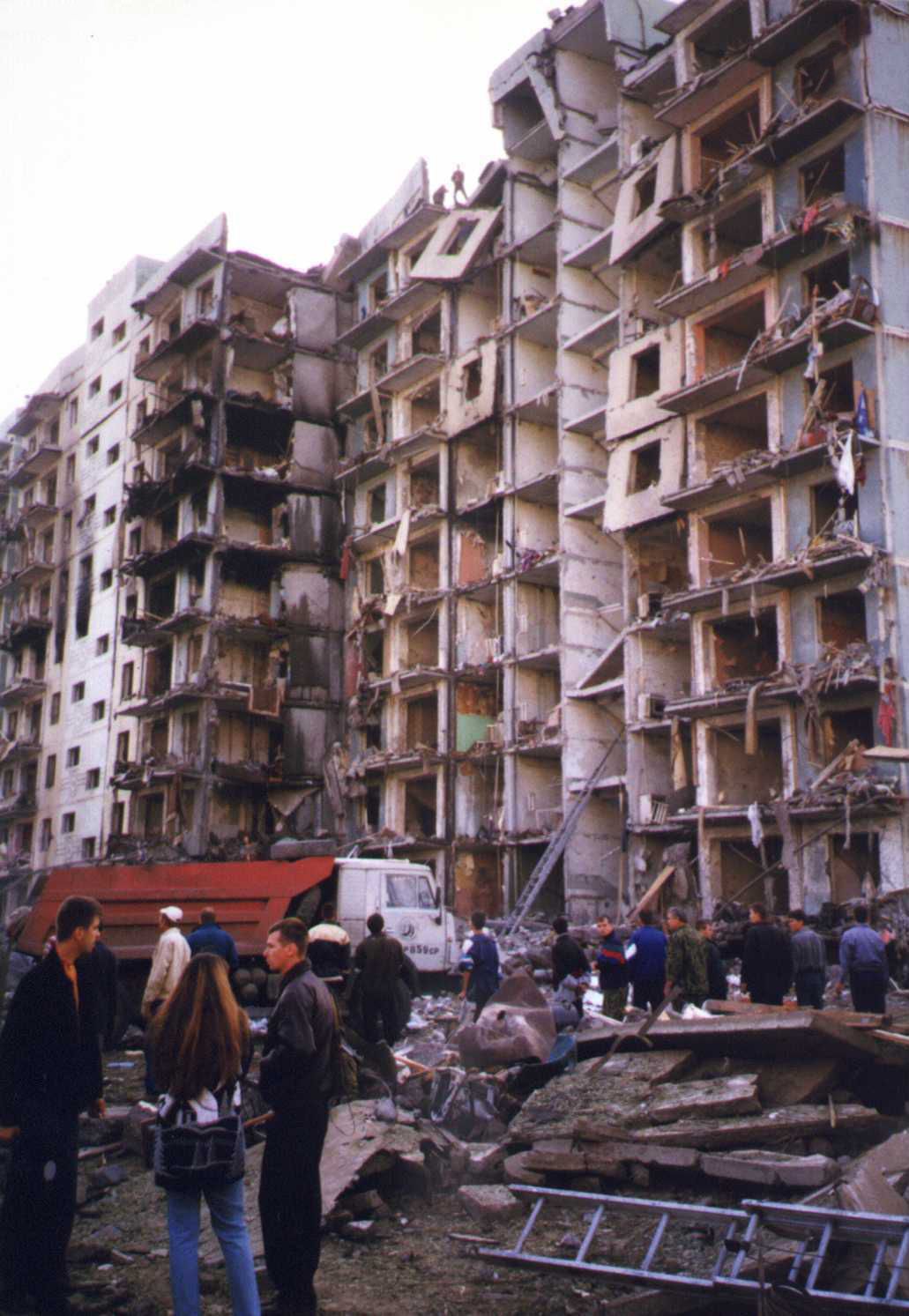
1999年公寓楼爆炸事件后

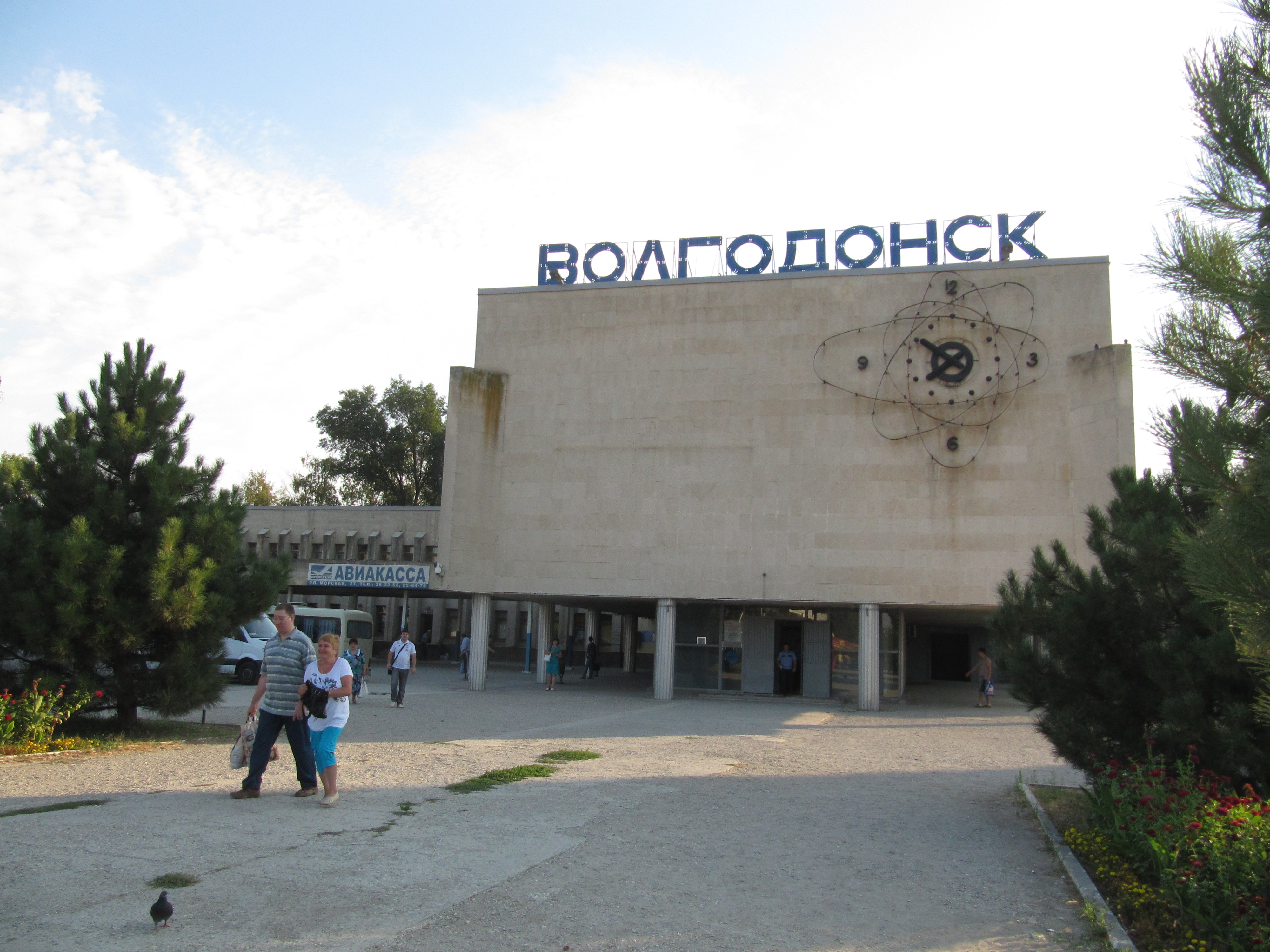

## 友好城市
- 保加利亚下德布尼克
- 俄羅斯莫斯科
- 俄羅斯圣彼得堡
- 俄羅斯阿斯特拉罕
- 俄羅斯烏格里奇

1. ↑  Gordon, Michael R. . The New York Times. 17 September 1999  [29 January 2012]. （原始内容存档于7 March 2022）.
2. ↑  Satter 2003，第65頁
3. ↑  Goldfarb & Litvinenko 2007，第265頁
4. ↑  . Арсений Горюнов.   [5 January 2014]. （原始内容存档于8 March 2021）.
5. ↑  . The Jamestown Foundation. 12 June 2003. （原始内容存档于30 September 2007）.
6. ↑  . CDI.   [29 January 2012]. （原始内容存档于10 March 2012）.
7. ↑  . Newsru.com. 21 March 2002  [11 March 2007]. （原始内容存档于19 March 2007） （俄语）.